# Бјелавићи
Бјелавићи су насељено мјесто у Босни и Херцеговини у Општини Какањ које административно припада Федерацији Босне и Херцеговине. Према попису становништва из 1991. у насељу је живјело 724 становника.

## Становништво
| Националност       | 1991.        | 1981.          | 1971.        |
| Хрвати             | 688 (95,02%) | 1.117 (80,76%) | 998 (81,27%) |
| Срби               | 1 (0,13%)    | 22 (1,59%)     | 35 (2,85%)   |
| Муслимани          | 0            | 193 (13,95%)   | 188 (15,30%) |
| Југословени        | 5 (0,69%)    | 40 (2,89%)     | 2 (0,16%)    |
| остали и непознато | 30 (4,14%)   | 11 (0,79%)     | 5 (0,40%)    |
| Укупно             | 724          | 1.383          | 1.228        |